# ヒートアップ
『ヒートアップ』は、中山七里による日本の推理小説。
幻冬舎の『ポンツーン』に2011年10月号から2012年7月号まで連載され、加筆・修正して単行本化の運びとなる。2011年に刊行された『魔女は甦る』の2か月後の出来事が描かれており、同じく麻薬・ヒートが関係する話ではあるが、著者の中山は本作はいわゆる“続編”とはしていない。前作で主役だった槙畑や毬村は登場しないばかりか、彼らがその後どうなったかも作中では一切触れられておらず、古手川や渡瀬も登場しない。
中山は元々幻冬舎にアウトローなイメージがあり、本作はニック・ノルティの『48時間』や、ロバート・デ・ニーロの『ミッドナイト・ラン』などのバディものの雰囲気を意識して執筆された。

## あらすじ
人間の破壊衝動と攻撃本能を呼び起こし、どんな臆病者も人間兵器に変えてしまうという麻薬・ヒート。ヒートを製造していた研究所は灰燼に帰したものの、若者たちにヒートを売っていた男・仙道寛人の行方は依然として知れず、ヒート絡みの事件も絶えない。七尾究一郎が所属する厚生労働省関東信越地区麻薬取締部捜査第一課も捜査にあたるが、難航を極めていた。そんな時、広域指定暴力団「宏龍会」の渉外委員長・山崎が七尾に接触をはかってくる。お互いの情報を交換して仙道寛人を確保しないかというのだ。真意を測りかねるまま秘密裡に一緒に動くことになった麻取と宏龍会だったが、ある日その仙道寛人が死体となって発見され、近くに転がっていた鉄パイプからあろうことか七尾の指紋が検出される。

## 登場人物

### 厚生労働省関東信越地区麻薬取締部捜査第一課
篠田課長を含めて8人構成。
七尾 究一郎（ななお きゅういちろう）
本作の主人公。厚生労働省医薬食品局麻薬対策課所属の麻薬取締官のエース。合気道有段者。麻薬が身体に入った直後でも普通に動くことができ、身体依存や精神依存もおこさないでいられる特異な体質であるため、おとり捜査でも威力を発揮し他の追随を許さず、その名は関東一円の捜査員の耳にも轟いている。警察庁生活安全局所属で同じく麻薬捜査に携わっていた宮條貢平を信奉しており、知らぬ間にしゃべり方も似て、気が付けば「プチ宮條」と揶揄されるようにもなった。35歳、独身。実家は富山で、実は北陸では有名なドラッグ・チェーンの御曹司だが、実家とは没交渉。正二郎という弟がいる。
鰍沢（かじかざわ）
七尾と同じチーム。短気でよく怒鳴る。一課の中では最も七尾と付き合いが長い。
釣巻（つるまき）
七尾と同じチーム。小柄で長髪。几帳面なのか、自分のリズムを崩さない。仙道の死体の第一発見者。
熊ヶ根（くまがね）
七尾と同じチーム。身長186センチメートル、体重95キログラム。見た目はレスラーにしか見えない。直情径行な性格。
杵田（きねだ）
七尾のチームのデスクワーク担当。チームの中では最年少。
篠田（しのだ）
七尾の上司で課長。国家公務員試験に合格して採用された事務官上がりのキャリア組だが、公務員にありがちな偏狭さや不遜さを感じさせず、現場の人間にも敬意を払った対応をするため、七尾も信頼を置いている。作戦立案、予算交渉、人心掌握に根回し等、万事にそつがない。

### 宏龍会（こうりゅうかい）
首都圏を根城とする広域指定暴力団。
山崎 岳海（やまざき たけみ）
渉外委員長で組のナンバー3。10年前に宏龍会に入り、2年前に今の地位につく。前科なし。30代後半で中肉中背、丸みを帯びた顔に髪の薄くなり始めた頭頂部と、見かけは普通の中年サラリーマン。七尾に接触をはかってくる。女房・子供（麻香・10歳）がいるが、本当の仕事の内容は家族には秘密にしている。以前は東証一部上場の建築屋で資材管理をしていたらしい。
鯖江（さばえ）
宏龍会組員。四角い顔で唇が厚い。主に山崎の運転手やボディガードを務める。

### スタンバーグ社関係者
仙道 寛人（せんどう ひろと）
元スタンバーグ社のMR（医薬情報担当者）で現在も行方不明。今もヒートを子供達に売りさばいているとされ、麻薬取締部からもヤクザからも追われる身だったが、あるビルで死体となって発見される。
本田 晃一（ほんだ こういち）
元スタンバーグ製薬主任研究員。桐生班ではなく橘班だったが、桐生のことは天才だと認め尊敬している。背が低く、度の強い眼鏡をかけた中年。
桐生 隆（きりゅう たかし）
ヒートの開発者。本作では名前のみ登場。

### 警察関係者
宮條 貢平（くじょう こうへい）
警察庁生活安全局所属。2か月前の事件で殉職した。長きにわたって七尾の良き理解者であり、七尾が兄同然に慕っていた男。
仁藤（にとう）
城東署刑事。40代。生え際の後退した頭、酷薄そうな眉と唇。七尾を取り調べる。

### その他
島袋 裕二（しまぶくろ ゆうじ）
淡路町のスナック〈スナック蓮〉のバーテン。ひょろりとした痩せぎすで瓜実顔。顎の下に髭をたくわえている。宏龍会組員ではないが、山崎の指示でヒートの取引予定現場を見張っていた。
小峰（こみね）
陸上自衛隊化学科所属の一等陸佐。
御子柴（みこしば）
山崎が知っているという弁護士。カネ勘定には汚いが、滅法腕はいいらしい。本作では名前のみ登場。

## オーディオブック
2025年2月28日よりAudibleで配信された。ナレーターは茶川亜郎。